# Oz, un monde extraordinaire
Pour plus de détails, voir Fiche technique et Distribution.
Oz, un monde extraordinaire (Return to Oz) est un film américain de Walter Murch produit par Walt Disney Pictures et sorti en 1985.
Cette suite non officielle du Magicien d'Oz, film de Victor Fleming sorti en 1939 et adapté du roman éponyme de L. Frank Baum paru en 1900, regroupe les deux romans Le Merveilleux Pays d'Oz (1904) et Ozma, la princesse d'Oz (1907).

## Synopsis
Dorothy retourne à Oz pour délivrer ses habitants de la cruelle princesse Mombi et de ses terribles serviteurs. Mombi possède l’effroyable pouvoir de changer de visage à volonté. Dorothy sera aidé dans sa quête par un robot métallique, un âne volant et une citrouille poltronne. Elle finira par vaincre la terrible princesse et rendra la liberté aux habitants du monde de Oz.

## Fiche technique
- Titre original : Return to Oz
- Titre français : Oz, un monde extraordinaire
- Réalisation : Walter Murch
- Scénario : Gill Dennis et Walter Murch
- Direction artistique : Charles Bishop et Fred Hole
- Décors : Norman Reynolds
- Costumes : Raymond Hughes
- Photographie : David Watkin
- Son : Bob Allen
- Montage : Leslie Hodgson
- Musique : David Shire
- Effets spéciaux : John Stephenson
- Production : Paul Maslansky ; Colin Michael Kitchens (associé) ; Gary Kurtz (exécutif)
- Sociétés de production : Walt Disney Pictures, Silver Screen Partners II, Oz Productions
- Société de distribution : Buena Vista Distribution
- Pays d'origine : États-Unis
- Format : Couleurs - 35 mm - 1,85:1 - Dolby Digital
- Genre : fantastique
- Durée : 113 minutes
- Dates de sortie : 
  - États-Unis : 21 juin 1985
  - France : 23 octobre 1985

## Distribution
- Fairuza Balk : Dorothy
- Nicol Williamson : Docteur Worley / Roi des gnomes
- Jean Marsh : Infirmière Wilson / Mombi
- Piper Laurie : Tante Emma
- Matt Clark : Oncle Henri
- Michael Sundin et Tim Rose : Tik-Tok
- Sean Barrett : Tik-Tok (voix)
- Mak Wilson : Billina
- Denise Bryer : Billina (voix)
- Justin Case : l'Épouvantail
- Deep Roy : l'Homme de fer blanc
- John Alexander : le Lion peureux
- Stewart Larange : Jack Potiron
- Brian Henson : Jack Potiron (voix)
- Stephen Norrington : Gump
- Lyle Conway : Gump (voix)
- Emma Ridley : Ozma
- Sophie Ward : Mombi II
- Fiona Victory : Mombi III
- Bruce Boa : Policier

## Voix françaises
- Barbara Tissier : Dorothy
- Roger Carel : Tik-Tok / Billina
- Thierry Bourdon : Jack Potiron
- Patrick Poivey : le chef des rollers
- Paule Emanuele : Infirmière Wilson / Mombi
- Georges Atlas : Gump
- Béatrice Delfe : Tante Emma
- Évelyn Séléna : Mombi III
- Céline Monsarrat : Ozma

## Accueil
Le film n'a pas rencontré le succès escompté malgré de gros moyens mis en œuvre, les effets spéciaux étant de grande qualité pour l'époque. Disney voulait en faire un film familial mais il y avait beaucoup trop de scènes effrayantes qui ont découragé plusieurs parents d’emmener leurs enfants voir le film[réf. nécessaire].

## Autour du film
- Le film est nommé pour l'Oscar des meilleurs effets visuels à la 58e cérémonie des Oscars ainsi qu'au Festival du cinéma américain de Deauville 1985, catégorie premières - hors compétition[1].

- C’est le premier rôle à l’écran de Fairuza Balk. On l’aperçoit par la suite dans des films comme Dangereuse Alliance (The Craft) aux côtés de Neve Campbell, Presque célèbre et American History X.

En mars 1985, Disney achète les droits d'adaptation d’Oz, un monde extraordinaire pour 12 ans au travers de sa filiale britannique Walt Disney Productions Limited.
Henry Selick (futur réalisateur de Nightmare before Christmas et Coraline) fait ses premières armes dans ce film en tant que concepteur artistique. L'épouvantail peut d'ailleurs faire penser à une ébauche du futur roi des citrouilles, Jack.

Seul film du grand monteur Walter Murch
1. ↑  Oz, un Monde extraordinaire
2. ↑  (en) Walt Disney Company Ltd, « Walt Disney Company Ltd - Full group accounts made up to 30 September 1993 » [PDF], sur Companies House, 14 septembre 1995 (consulté le 31 janvier 2016)
3. ↑  Clément Personnic, « Chapitre 5. Chanbara et jeu vidéo : le film de sabre comme objet de différenciation générique », dans Découpes du chanbara, Presses universitaires de Strasbourg, 2023, 117–138 p. (ISBN 979-10-344-0148-2, lire en ligne)